# Streptopus parasimplex
Streptopus parasimplex är en liljeväxtart som beskrevs av Hiroshi Hara och Hiroyoshi Ohashi. Streptopus parasimplex ingår i släktet Streptopus och familjen liljeväxter. Inga underarter finns listade.